# آریا یوسفی
آریا یوسفی (زادهٔ ۲ اردیبهشت ۱۳۸۱) بازیکن فوتبال اهل ایران است که در پست دفاع راست برای باشگاه فوتبال سپاهان و تیم ملی ایران بازی می‌کند.

## عملکرد باشگاهی
او اهل بندر ماهشهر است و سابقه بازی در تیم‌های پتروشیمی بندر امام، فولاد خوزستان، نفت اهواز و جوانان سپاهان اصفهان را دارد.
او توسط محرم نویدکیا سرمربی سپاهان به تیم بزرگسالان این باشگاه اضافه شد و در ۲ آبان ۱۴۰۰ اولین بازی خود را با پیراهن سپاهان برابر نفت مسجد سلیمان انجام داد.

## آمار باشگاهی
تا تاریخ ۲۵ اردیبهشت ۱۴۰۴
| باشگاه       | دسته         | فصل          | لیگ  | لیگ | جام حذفی | جام حذفی | آسیا | آسیا | سوپر جام | سوپر جام | مجموع | مجموع |
| باشگاه       | دسته         | فصل          | بازی | گل  | بازی     | گل       | بازی | گل   | بازی     | گل       | بازی  | گل    |
| ------------ | ------------ | ------------ | ---- | --- | -------- | -------- | ---- | ---- | -------- | -------- | ----- | ----- |
| سپاهان       | لیگ برتر     | ۰۱–۱۴۰۰      | ۴    | ۰   | ۱        | ۰        | ۰    | ۰    | –        | –        | ۵     | ۰     |
| سپاهان       | لیگ برتر     | ۰۲–۱۴۰۱      | ۱۴   | ۰   | ۲        | ۰        | –    | –    | –        | –        | ۱۶    | ۰     |
| سپاهان       | لیگ برتر     | ۰۳–۱۴۰۲      | ۱۷   | ۴   | ۴        | ۰        | ۶    | ۰    | –        | –        | ۲۹    | ۴     |
| سپاهان       | لیگ برتر     | ۰۴–۱۴۰۳      | ۲۸   | ۱   | ۳        | ۰        | ۶    | ۱    | ۱        | ۰        | ۳۸    | ۲     |
| مجموع سپاهان | مجموع سپاهان | مجموع سپاهان | ۶۳   | ۵   | ۱۰       | ۰        | ۱۲   | ۱    | ۱        | ۰        | ۸۶    | ۶     |

## عملکرد ملی
وی در جام ملت‌های آسیا ۲۰۲۳ به تیم ملی فوتبال ایران دعوت شد.

## آمار ملی

### بازی‌های ملی
تا تاریخ ۱۰ ژوئن ۲۰۲۵
| ایران | ایران | ایران |
| سال   | بازی  | گل    |
| ----- | ----- | ----- |
| ۲۰۲۴  | ۵     | ۰     |
| ۲۰۲۵  | ۲     | ۰     |
| مجموع | ۷     | ۰     |

## در رسانه ها
یکی از خبرگزاری های کشور درباره وی با تیتر فرشته نجات تیم ها، نوشت: «آریا یوسفی با جانمایی های استثنایی و خلق موقعیت گل با پاس های کوتاه، فرار های عمقی و بازگشت های سرعتی به عقب، توانسته به فرشته نجات تیم ها در دفاع و حمله بدل شود.به نظر می رسد آریا یوسفی یکی از پدیده های فوتبال کشور است که در آینده نام او با آوازه ی بیشتری در سطح ایران و جهان شنیده خواهد شد.»
همچنین در برخی اخبار و رسانه ها از وی به عنوان پدیده جوان نامبرده شده است.

## بازتاب در رسانه های بین المللی
یک رسانه بین المللی با انتشار خبری با تیتر «ستاره نوظهور آریا یوسفی برای سپاهان ایران می درخشد» نسبت به تمجید از عملکرد وی اقدام کرده و عنوان کرده:« مهارت های چشمگیر او در زمین بی توجه نبوده است. او در حال ظهور به عنوان یک پدیده فوتبال است که انتظار می رود نامش به زودی در سراسر جهان به رسمیت شناخته شود.آریا یوسفی با کمک های خود در دفاع و حمله به یکی از چهره های شاخص فوتبال ایران تبدیل می شود و با استعداد و اراده خود طرفداران و تحلیل گران را مجذوب خود می کند.»

## افتخارات

### باشگاهی
سپاهان
- لیگ برتر خلیج فارس
  - نایب‌قهرمان (۲): ۱۴۰۲–۱۴۰۱، ۰۴–۱۴۰۳
- جام حذفی فوتبال ایران
  - قهرمان (۱): ۰۳–۱۴۰۲
- سوپر جام فوتبال ایران
  - قهرمان (۱): ۱۴۰۳